# Juliette Bossu
Pour les articles homonymes, voir Bossu (homonymie).
Juliette Bossu est une gymnaste artistique franco-suédoise, née le 8 janvier 2000 à Mulhouse. Licenciée à la FFGym, elle représente la France en compétition.

## Biographie
Elle débute en baby gym au club d'Illzach à l'âge de deux ans, et y reste pendant cinq ans. Elle entre ensuite au club de Kingersheim avant d’intégrer un sport-études à Wittenheim, en sixième. Deux ans après, le centre fermant, son choix se porte sur l'intégration d'un pôle. Elle devient alors pensionnaire du pôle de Saint-Étienne, tout en restant licenciée au club de l'Indépendante de Kingersheim. Elle est entrainée par Éric Hagard et Monique Hagard à raison de 29 à 33 heures par semaine. 
Ses spécialités sont les barres asymétriques et le sol.
Elle est en équipe de France depuis 2014.
En août 2018, elle participe aux Championnats d'Europe à Glasgow, où la France prend la première place des qualifications par équipes, profitant de trois chutes des favorites russes. Finalement, les Françaises obtiennent la médaille d'argent au terme de la finale, derrière les Russes et devant les Néerlandaises. Avec un total de 161,131 points, elles réalisent alors le meilleur résultat de l'histoire de la gymnastique française. À titre individuel, Juliette Bossu se qualifie pour le seul agrès qu'elle dispute, les barres asymétriques, en 5e position ; en finale, elle termine à la 7e place.
En septembre 2018, elle remporte une médaille d'or en Coupe du monde, aux barres asymétriques, lors des Internationaux de France.
Lors de Championnats du monde à Doha, elle accède à la finale du concours par équipes. Alors que l'équipe de France féminine n'a plus atteint une finale mondiale depuis les Jeux olympiques de 2008,, Juliette Bossu et ses coéquipières réalisent l'un des meilleurs résultats français de l'histoire en atteignant la 5e place.
Le 10 août 2019, elle annonce qu'elle met un terme à sa carrière.

## Palmarès

### Championnats du monde
- Doha 2018
  - 5e au concours par équipes

### Championnats d'Europe
- Sofia 2014
  - 7e au concours par équipe Junior

- Glasgow 2018
  -  médaille d'argent du concours général par équipes
  - 7e aux barres (5e des qualifications)

### Festival olympique de la jeunesse européenne
- Tbilissi 2015 :
  - 6e au concours par équipe
  - 10e au concours général individuel
  - 4e au sol

### Coupe du monde
- Internationaux de France 2018
  -  médaille d'or aux barres asymétriques

### Compétitions nationales

#### Championnats de France
- Championnat de France Élite Agen 2014 :
  - 7e au concours général individuel Junior
- Championnat de France Élite Rouen 2015 :
  - 7e au concours général individuel Junior
- Championnat de France Élite Les Ponts-de-Cé 2017 :
  - 4e au concours général individuel
  -  médaille de bronze aux barres
  -  médaille d'argent au sol
- Championnat de France Élite Mulhouse 2016 :
  - 7e aux barres
  -  médaille d'or au sol
  -  médaille d'argent au concours général individuel
- Championnat de France Élite Caen 2018 :
  -  médaille d'argent aux barres

#### Coupes nationales
- Coupe nationale Les Ponts-de-Cé 2016 :
  -  médaille de bronze au concours général individuel

#### Championnat de France par équipe
- 2e de Nationale A2 en 2015
- 3e de Nationale A1 en 2016
- 2e de Nationale A1 en 2017
- 12e du Top 12 en 2018